# Leucospermum bolusii
Leucospermum bolusii är en tvåhjärtbladig växtart som beskrevs av Michel Gandoger. Leucospermum bolusii ingår i släktet Leucospermum och familjen Proteaceae. Inga underarter finns listade i Catalogue of Life.